# На всеки километър
„На всеки километър“ е български сериен филм от края на 1960-те и началото на 1970-те години.
Филмът е приключенски на партизанска тематика. Състои се от 26 серии, разделени в две части (сезони) – първата се развива преди 9 септември 1944, а другата – след.
Снимките на филма започват през 1969 г. Сред сценаристите на филма са Павел Вежинов и Георги Марков. Режисьори са Любомир Шарланджиев и Неделчо Чернев. Продукцията е финансирана от управляващата в България БКП и е посветена на 25-годишнината от преврата на 9 септември 1944 г, тогава представян като народно въстание. Художник на филма е Петко Бончев.
Песента се изпълнява от Коста Карагеоргиев.

## Серии
Първа част (1969):
- 1-ва серия – „Шлеповете“ – 62 минути
- 2-ра серия – „Двете китари“ – 59 минути
- 3-та серия – „Пеещият часовник“ – 72 минути
- 4-та серия – „Трите удивителни“ – 54 минути
- 5-а серия – „Насрещни влакове“ – 58 минути
- 6-а серия – „Осем без десет“ – 50 минути
- 7-а серия – „Магарешката пътека“ – 50 минути
- 8-а серия – „Циганката“ – 66 минути
- 9-а серия – „На всеки километър“ – 57 минути
- 10-а серия – „Великден“ – 54 минути
- 11-а серия – „Възкръсналият мъртвец“ – 65 минути
- 12-а серия – „Рицарският кръст“ – 55 минути
- 13-а серия – „Първият ден“ – 53 минути [2].

Втора част (1971):
- 1-ва (14-а) серия – „Ден втори“
- 2-ра (15-а) серия – „Нощи край Драва“
- 3-та (16-а) серия – „С чуждо лице“
- 4-та (17-а) серия – „След полунощ“
- 5-а (18-а) серия – „Тайната на шифъра“
- 6-а (19-а) серия – „Хищникът“
- 7-а (20-а) серия – „12-те апостоли“
- 8-а (21-ва) серия – „Шедьовърът на Велински“
- 9-а (22-ра) серия – „Бал на острова“
- 10-а (23-та) серия – „Урок по толерантност“
- 11-а (24-та) серия – „Двойникът на Алан Стенли“
- 12-а (25-а) серия – „След години“
- 13-а (26-а) серия – „Голямата скучна игра“

## Герои
Двамата главни герои, които въплъщават противоположностите и се намират в постоянно противоборство, са майор Деянов и Богдан Велински.
Деянов е сборен образ на дейците на БКП през годините на комунистическата съпротива. Той е убеден комунист, чийто баща е убит по време на Септемврийското въстание от 1923 г. По-късно става агент на съветското разузнаване, участва в Гражданската война в Испания и в партизанското движение в България. Той е емоционален, излъчва момчешки чар, на моменти се изявява като плейбой.
Велински има за прототип полицейския началник от Царство България Никола Гешев. Той първо е млад и пробивен полицай, впоследствие се издига до началник на тайните служби на Царството, а след 9 септември 1944 става агент на американското разузнаване. Велински е пресметлив, с хладен и съобразителен ум. Вярва, че заровете му предсказват изхода от започнатото. Въздържа се от излишна жестокост спрямо комунистите.
Герои на филма са още:
- Димитър Атанасов (Митко Бомбата) – приятел на Деянов от детството, негов верен съратник. Простодушен, но живописен характер.
- Майор Симеон Каназирев (Каназирчето) – с майор Деянов са съученици и донякъде приятели в детството, но по време на Септемврийското въстание бащите им застават от двете различни страни на барикадата, което слага край на приятелството им. Образът му е на садистичен и праволинеен военен.
- Войводата – стар и опитен комунист, участвал във всички нелегални борби на партията. Отличава се със стабилен характер и особеното достойнство на старейшина.
- Алексей Петрович Вершинин – агент на съветските тайни служби, също отдавнашен съратник на майор Деянов.
- Гимназистът – появява се в малко серии, но става знаков образ. Въплъщава наивността и силната емоционалност на ремсистите (юношите от РМС) по време на комунистическата съпротива.

## Сюжет
Първата част на филма проследява борбите на комунистическото движение в периода 1923 – 1944 година. Майор Деянов и Митко Бомбата са нелегални дейци на БКП.
Първи епизод – „Шлеповете“, започва в крайдунавски град, в който току-що е разбито Септемврийското въстание. Войска и полиция, начело с Каназирев-старши конвоират пленени въстаници до кея и пред събралия се народ, пред плачещите им жени, деца и майки, под звуците на военна духова музика, ги натоварват в шлеп, който имат намерение да потопят. Сред пленените са бащата на малкия Никола Деянов и Войводата. Никола (около 11 – 12-годишен) отива при съученика си Симеон Каназирев и го моли да поиска от баща си да освободи неговия баща. Той обаче отказва и шлепът с въстаниците е потопен. Докато потъват, въстаниците пеят известната социалистическа песен „Ален мак“. Войводата, като физически най-силен, успява да изплува от потъващия съд и да се спаси. Намира малкия Деянов и успява да го изпрати в Съветския съюз.
В първата серия е и първата среща между Велински и Деянов. Те се срещат на малка уличка. Велински вади носната си кърпа, дава му я и му казва да му се обади, за да му намери работа. Детето недоверчиво се отдалечава с подозрителен поглед. Още тук започва двубоят между двамата главни герои.
По-нататък двамата главни положителни герои – майор Деянов и Митко Бомбата, се появяват отраснали и възмъжали през 1937 г. Те преминават през множество перипетии: борба с нацистка подводница, за да превозят по море български интербригадисти за Гражданската война в Испания, участие в самата война, присъединяване към Съпротивата във Франция, разузнаване в Берлин. Най-много от сериите са посветени на участието на положителните герои в партизанското движение в България. В серията „Великден“ майор Деянов застрелва Каназирев в къщата му след драматичен разговор между двамата.
Първата част на сериала завършва със серията „Първият ден“ – в нея е обрисувано в героична светлина вземането на властта на 9 септември 1944 г. По време на цялата първа част майор Деянов и Велински се намират в постоянен пряк сблъсък, като надделява ту единият, ту другият. Полицаят оценява високо качествата на младия комунист и решава да го привлече на своя страна, като за това организира среднощна среща на 4 очи между двамата. След емоционален диалог Деянов отказва.
Във втората част Велински се появява по-рядко, но продължава да бъде главен отрицателен герой. Той се превръща в главатар на международна „фабрика за шпиони“, насочена към разрушаване на новия строй в България. Към „лошите“ се присъединява и полковник Пърси – агент от американското разузнаване на дипломатическа служба в България.
Майор Деянов и Митко Бомбата (към когото вече се обръщат с „капитан Бомбов“), под командването на началника на българското контраразузнаване генерал Бранев, действат срещу изпратени от Велински и американците шпиони и диверсанти.
Както в първата част, противоборството е изпъстрено с драматични обрати. Велински и полк. Пърси успяват с хитрост да пленят Митко Бомбата, но той се измъква с помощта на гръцки рибар комунист. Преломен момент от втората част е проникването на майор Деянов и Митко Бомбата в централата на Велински, при което Деянов го предупреждава да спре да се занимава с България.
В серията „След години“ Велински вече е остарял и уморен човек, който се е отделил от света в малка селска къща. Посещават го полк. Пърси и неговият шеф полк. Лоуел, който иска от него да изпълни мисия в България. Велински неохотно се съгласява, след като американецът го заплашва да му отнеме пенсията. След като пристига в България под прикритието на разсеяния учен професор Мунс, Велински извършва няколко непредсказуеми постъпки – убива американския агент (Johns F6), който му иска контейнера със секретните материали, посещава мястото, на което е била родната му къща, показва на придружаващата го като преводачка българска девойка, че знае български. Всичко това подсказва, че Велински е решил да се разкрие. Велински се е разкаял за делата си, когато е видял как тече животът в България при новата власт. Той е особено шокиран на пионерска заря-проверка, на която като загинали за свободата на родината се обявяват видни комунистически дейци. Пионерче дори завързва червена връзка на Велински.
Сринат психически, той успява да се срещне за пореден път с майор Деянов, като го моли да му се позволи да се предаде и в замяна да завърши дните си мирно и тихо в България. Деянов отказва, като му заявява, че не може да му се разреши да спи спокойно сред роднините на хората, убити по негова заповед. Майорът поставя ултиматум пред Велински – или да си отиде завинаги, или да бъде съден. Велински е потресен от отговора, качва се на влака и отпътува за чужбина. Малко преди граничната бразда, той изпраща телеграма до „Комитет за държавна сигурност“, в която заявява, че е съгласен да се изправи пред съда. Мигновеният отговор на майор Деянов е: „Приятно пътуване“. Психически сринат, Велински получава пристъп и умира във влака.
В последната серия – „Голямата скучна игра“, майор Деянов и Митко Бомбата разкриват схема на западно разузнаване за източване на секретна информация от България и успяват своевременно да подменят секретните данни с фалшиви. Сериалът завършва с отворен край, с кадъра как майор Деянов, Митко Бомбата и Гастон вървят към Айфеловата кула в Париж.

## Актьорски състав
| Роля | Изпълнител                                   |
| --- | -------------------------------------------- |
| Никола Деянов – Сергей / Серж Омон (в 12 серии: от II до XIII вкл.)                                                                                             | Стефан Данаилов                              |
| Митко Бомбата / капитан Димитър Атанасов Бомбов (в 7 серии: III, IV, VII, VIII, X, XII, XIII)                                                                   | Григор Вачков                                |
| Богдан Велински, полковник от тайната полиция / капитан Робърт Франк / американски агент / Майлер / Поатие / Стоянович (в 7 серии: I, VI, VIII, IX, X, XI, XII) | Георги Черкелов                              |
| Войводата (в 5 серии: I, VI, VII, XII, XIII) | Георги Георгиев – Гец (като Георги Георгиев) |
| Алексей Вершинин – „Альоша“ (в 7 серии: II, V, VI, VII, VIII, XII, XIII)                                                                                        | Любомир Кабакчиев                            |
| Симеон Каназирев – Бруно / майор Симеон Каназирев – „Каназирчето“ (в 5 серии: III, VI, VIII, IX, X)                                                             | Петър Пенков                                 |
| майор Вайс (в 3 серии: III, IV, V) | Георги Попов                                 |
| полковник Нод (в 1 серия: V) | Евстати Стратев                              |
| Пепе (в 1 серия: III) | Георги Кишкилов                              |
| барманът Гастон (в 3 серии: IV, XXiV, XXVI) | Петър Чернев                                 |
| испанката Мария (в 2 серии : III, IV) | Ани Спасова                                  |
| предателят Благо Пешев (в 1 серия: VI) | Сотир Майноловски                            |
| „Ученика“ (в 4 серии: VI, VII, IX, XII) | Коста Карагеоргиев                           |
| Джалма, циганката (в 1 серия: VIII) | Пепа Николова                                |
| Маргарита Хотарак – „Марго“ (в 1 серия: Сезон 2, XI) | Искра Хаджиева                               |
| Марго (в 2 серии: Сезон 1, VIII и XIII) | Ани Бакалова                                 |
| „Шлосера“ (в 1 серия: IX) | Васил Попилиев                               |
| „Войника“ (в 1 серия: IX) | Димитър Коканов                              |
| Стефчо (в 1 серия: IX) | Олег Ковачев                                 |
| Елена Каназирева (в 1 серия: X) | Бояна Кънева                                 |
| парашутистът (в 1 серия: XII) | Петър Слабаков                               |
| (в 1 серия: I) | Димитър Икономов                             |
| (в 1 серия: I) | Лъчезар Никифоров                            |
| (в 1 серия: I) | Людмил Тодоров                               |
| (в 1 серия: I) | Никола Динев                                 |
| (в 2 серии: I, II) | Катя Чукова                                  |
| (в 1 серия: I) | Яким Михов                                   |
| (в 1 серия: I) | Илия Пенев                                   |
| (в 1 серия: I) | Анани Анев                                   |
| (в 1 серия: I) | Иван Янчев                                   |
| (в 1 серия: I) | Симеон Ганев                                 |
| (в 1 серия: I) | Любомир Кирилов                              |
| (в 1 серия: I) | Атанас Великов                               |
| (в 1 серия: II) | Стефан Петров                                |
| (в 1 серия: II) | Радослав Цветков                             |
| (в 1 серия: II) | Иван Касабов                                 |
| (в 2 серии: II, V) | Желчо Мандаджиев                             |
| (в 1 серия: II) | Васил Инджев                                 |
| (в 1 серия: II) | Иван Хаджирачев                              |
| (в 1 серия: II) | Боян Гаврилов                                |
| (в 1 серия: II) | Борис Луканов                                |
| полковник Джон T. Пърси (в 1 серия: II) | Коста Цонев                                  |
| корабният радист / лейтенант Манчев (в 1 серия: II) | Димитър Милушев                              |
| (в 1 серия: II) | Иля Божилов                                  |
| (в 1 серия: II) | Георги Жеков                                 |
| (в 1 серия: II) | Димитър Учкунов                              |
| (в 1 серия: II) | Данаил Ангелов                               |
| (в 1 серия: II) | Димитър Балкански                            |
| (в 1 серия: II) | Истилиян Златков                             |
| испанската певица (в 1 серия: III) | Маргарита Радинска                           |
| (в 1 серия: III) | Димитрина Савова                             |
| (в 1 серия: III) | Петър Божилов                                |
| (в 1 серия: III) | Васил Попов                                  |
| (в 1 серия: III) | Емилия Драгостинова                          |
| (в 1 серия: III) | Иван Трифонов                                |
| (в 1 серия: III) | Лъчезар Стоянов                              |
| (в 1 серия: III) | Климент Денчев                               |
| (в 1 серия: III) | Саркис Мухибян                               |
| (в 1 серия: III) | Христо Куновски                              |
| (в 1 серия: IV) | Юрий Яковлев                                 |
| (в 1 серия: IV) | Константин Гугушев                           |
| гестаповец (в 1 серия: IV) | Васил Димитров                               |
| (в 1 серия: IV) | Владимир Русинов                             |
| (в 1 серия: IV) | Владимир Владиславов                         |
| (в 1 серия: IV) | Рачо Рачев                                   |
| (в 1 серия: IV) | Георги Деничин                               |
| (в 2 серии: IV, V) | Светослав Иванов                             |
| (в 1 серия: IV) | Георги Дамянов                               |
| (в 1 серия: IV) | Петър Захънов                                |
| „55-и офицер, лейтенант Ханс Титке“ (в 1 серия: V) | Иван Джамбазов                               |
| (в 1 серия: V) | Георги Раданов                               |
| Майор Венцел (в 1 серия: V) | Александър Притуп                            |
| (в 1 серия: V) | Любен Желязков                               |
| (в 1 серия: V) | Мария Вацулка                                |
| (в 1 серия: V) | Хари Тороманов                               |
| селянин (в 1 серия: V) | Димитър Георгиев                             |
| селянин (в 1 серия: V) | Христо Григоров                              |
| кмета (в 1 серия: VI) | Найчо Петров                                 |
| (в 1 серия: VI) | Лео Конфорти                                 |
| (в 1 серия: VI) | Марин Петков                                 |
| (в 1 серия: VI) | Петър Василев                                |
| (в 1 серия: VI) | Любен Калинов                                |
| старши полицай (в 1 серия: VI) | Аспарух Сариев                               |
| (в 2 серии: VI, XIII) | Ванча Дойчева                                |
| (в 3 серии: VI, VII, XII) | Иван Обретенов                               |
| (в 6 серии: VI, VII, VIII, IX, XII, XIII) | Никола Дойчев                                |
| (в 2 серии: VI, XIII) | Нушка Григорова                              |
| (в 1 серия: VI) | Александър Симов                             |
| (в 1 серия: VI) | Георги Сарафов                               |
| (в 1 серия: VI) | Стоян Стойчев                                |
| (в 6 серии: VI, VII, VIII, IX, XII, XIII) | Стоян Гъдев                                  |
| (в 2 серии: VI, IX) | Лили Енева                                   |
| (в 3 серии : VI, VII, XII) | Иван Стефанов                                |
| (в 2 серии: VI, VIII) | Георги Георгиев – Гочето                     |
| (в 1 серия: VII) | Божидар Лечев                                |
| (в 1 серия: VII) | Ламби Порязов                                |
| (в 1 серия: VII) | Пейчо Пейчев                                 |
| (в 1 серия: VII) | Андрей Михайлов                              |
| (в 1 серия: VIII) | Борис Сарафов                                |
| (в 1 серия: VIII) | Йонка Кацарова                               |
| (в 1 серия: VIII) | Александър Благоев                           |
| (в 1 серия: VIII) | Стефан Гадуларов                             |
| (в 1 серия: VIII) | Димитър Ицмарев                              |
| (в 1 серия: IX) | Димитър Бочев                                |
| (в 1 серия: IX) | Иван Шарланджиев                             |
| (в 1 серия: IX) | Христо Коларов                               |
| (в 1 серия: IX) | Георги Ставрев                               |
| (в 1 серия: X) | Стефка Берова                                |
| (в 1 серия: X) | Ани Гунчева                                  |
| капитан Дойчев / Семов (в 1 серия: X) | Георги Джубрилов                             |
| (в 1 серия: X) | Кирил Семов                                  |
| (в 1 серия: X) | Иван Абаджимаринов                           |
| (в 1 серия: X) | Цанко Петров                                 |
| (в 1 серия: X) | Димитър Йорданов                             |
| (в 1 серия: X) | Христо Дерменджиев                           |
| (в 1 серия: X) | Таня Маринова                                |
| (в 1 серия: X) | Валентин Колев                               |
| (в 1 серия: X) | Климент Стоянов                              |
| (в 1 серия: X) | Николай Димитров                             |
| (в 1 серия: X) | Венелин Колев                                |
| (в 1 серия: XI) | Емил Стефанов                                |
| (в 1 серия: XI) | Димитър Миланов                              |
| (в 1 серия: XI) | Пенка Груева                                 |
| Каишков, агент на Велински (в 4 серии: VIII, XI, XII, XIII) | Борислав Иванов                              |
| доктор – агент на Велински (в 1 серия: XI) | Георги Геров                                 |
| (в 1 серия: XI) | Моис Бениеш                                  |
| (в 1 серия: XI) | Христина Русева                              |
| (в 1 серия: XI) | Тодор Стоилов                                |
| (в 1 серия: XI) | Ради Таманджиев                              |
| (в 1 серия: XI) | Любен Митрев                                 |
| (в 1 серия: XI) | Тодор Дънков                                 |
| (в 1 серия: XI) | Тодор Широков                                |
| (в 1 серия: XI) | Теофан Хранов                                |
| (в 1 серия: XI) | Кирил Ковачев                                |
| (в 1 серия: XI) | Исмаил Алилов                                |
| (в 1 серия: XII) | Стефан Сърбов                                |
| (в 1 серия: XII) | Пламен Чаров                                 |
| г-жа Карик, хазяйката на Недков | Златина Дончева                              |
| (в 2 серии: VI, XII) | Иван Златарев                                |
| (в 1 серия: XII) | Никола Камбуров                              |
| (в 1 серия: XII) | Альоша Бехар                                 |
| полковник Груев (в 1 серия XIII) | Ганчо Ганчев                                 |
| (в 1 серия: XIII) | Хиндо Касимов                                |
| (в 1 серия: XIII) | Живко Гарванов                               |
| (в 1 серия:XIII) | Мариус Фридманов                             |
| (в 1 серия: XIII) | Ангел Николов                                |
| (в 1 серия: XIII) | Евтим Вълков                                 |
| Киро „Факиро“ (в 1 серия: XIII) | Димитър Манчев                               |
| (в 1 серия: XIII) | Генчо Димитров                               |
| адвокатът Думанов (в 1 серия: XIII) | Светозар Неделчев                            |
| (в 1 серия: XIII) | Борис Шарланджиев                            |
| (в 1 серия: XIII) | Лъчезар Ангелов                              |
| (в 1 серия: XIII) | Любка Илиева                                 |
| (в 1 серия: XIII) | Димитър Чернев                               |
| (в 1 серия: XIII) | Марин Тошев                                  |
| (в 1 серия: XIII) | Тодор Иванов                                 |
| (в 1 серия: XIII) | Костадин Стоев                               |